# Alstein (Håsteinsfjord)
Alstein ist eine Insel am Nordrand des Håsteinsfjords in der Gemeinde Randaberg in der norwegischen Provinz Rogaland.
Die felsige Insel liegt etwa 2,6 Kilometer vom Festland entfernt westlich des Leuchtturms Tungenes fyr. Nördlich erstreckt sich der Kvitsøyfjord. Die nur spärlich bewachsene Insel ist etwa 550 Meter lang bei einer Breite von bis zu 300 Metern. Sowohl auf der Nord- als auch auf der Südseite besteht jeweils eine tief in die Insel einschneidende Bucht, so dass West- und Ostteil der Insel nur durch einen schmalen Isthmus von 70 Metern Breite verbunden sind. Alstein erreicht eine Höhe von bis zu 33 Metern.
Nördlich der Insel führt die Route der Fähren von Stavanger zum sechs Kilometer westlich gelegenen Kvitsøy entlang.